# Amy (documental)
Amy és una pel·lícula documental britànica de l'any 2015 sobre la vida i la mort de la cantant i compositora Amy Winehouse. Està dirigida pel cineasta Asif Kapadia, director de pel·lícules com The_Return (2006) o The warrior (2001) i d'altres documentals com el de Diego Maradona (2019). Està produïda per James Gay-Rees.
El febrer del 2015, va estrenar-se l'avançament del seu tràiler a l'esdeveniment dels pre-Grammys. David Joseph, president i CEO d'Universal Music UK, va anunciar que el documental es lliuraria més tard aquell any. A continuació, va dir: "Fa un parell d'anys vam decidir fer una pel·lícula sobre ella— la seva carrera i la seva vida. És una pel·lícula molt complicada i tendra. Fa front a molts aspectes sobre la família, la premsa, la fama, l'addicció, però sobretot, captura el seu gran cor i ensenya una persona increïble i una genialitat de la música."
El documental va ser estrenat al Festival de Cannes de l'any 2015, va ser mostrat a la secció de projeccions de mitjanit. Va ser distribuir per Altitude i A24. Va ser estrenat en sales de cinema el 3 de juny del 2015. El film va rebre un gran reconeixement de la crítica: reunint 33 nominacions i un total de 30 premis, incloent el premi de "millor llargmetratge documental" als Oscars del 2016, "millor documental" a la 28a edició dels premis de films europeus, i millor música de pel·lícula a la 58a edició dels Grammy. L'èxit d'Amy i la música de la banda sonora va portar a l'artista a la seva segona nominació pòstuma als Brit Awards del 2016 per millor artista solista britànica.

## Contingut
La narració de la pel·lícula se centra en la vida de la cantant i compositora Amy Winehouse, qui va ser trobada sense vida el 23 de juliol del 2011, després de sofrir un col·lapse per la síndrome d'abstinència a la seva casa de Camden, Londres.
El documental comença amb una pel·lícula casolana de 1998 que mostra a la jove Amy de catorze anys, cantant conjuntament amb una amiga seva de la infància, Juliette Ashby, a la festa d'aniversari d'una altra amiga comú, la Lauren Gilbert, a una casa de Southgate (Londres).
La resta de documental mostra la vida de l'artista des de la infància fins als principis de la seva carrera musical i el seu triomf comercial gràcies al seu àlbum debut "Frank" (2003), i l'explosió musical amb el seu segon àlbum "Black to Black" (2006). També passa per les seves problemàtiques relacions, les seves autolesions i problemes amb la bulímia, la controvertida atenció de la premsa i la seva caiguda en les drogues, fins a la seva mort el 2011. En el film, s'escolten gravacions d'entrevistes en les quals la mateixa Amy Winehouse parla de les seves influències musicals i sobre els seus sentiments amb els temes de l'amor, la família, la seva carrera musical o la fama.
Kapadia, el director, va dur a terme més de cent entrevistes amb amics i familiars de l'Amy, testimonies dels quals es mesclen durant el metratge amb imatges de l'artista, actuacions seves i plans per tal de proporcionar una narrativa sobre la vida de l'estrella, deixant que sigui una visió de "la cantant en les seves pròpies paraules". La pel·lícula mostra extenses imatges invisibles i pistes inaudites que Amy havia gravat durant els anys previs a la seva mort. Les pistes no sentides que apareixen en el documental són sessions rares en viu de cançons com "Stronger than me", "In My Bed", "What Is It About Men?" i "We're Still Friends" de Donny Hathaway, així com una versió de "Moon River" de Johnny Mercer.
El film també compta amb imatges casolanes gravades per l'exmarit de l'Amy, el Blake Fielder-Civil, així com actuacions i audicions dels seus principis artístics. També es van incloure imatges de quan estava gravant el seu segon àlbum al març del 2006 i un duet amb el Tony Benett, el març del 2011. A més a més, es mostren algunes imatges de la seva última i controvertida actuació en el concert de Belgrad, un mes abans de la seva mort.

## Contribuents
- Amy Winehouse
- Mitchell Winehouse, pare
- Janis Winehouse, mare
- Raye Cosbert, manager i promotor
- Nick Shymanksy, ex-manager i amic
- Blake Fielder-Civil (creditat en Blake Fielder), ex-marit
- Tyler Jmic i company de pis
- Juliette Ashby, amiga i companya de pis
- Lauren Gilbert, amiga
- Blake Wood, amic
- Mos Def (creditat com Yasiin Bey), músic
- Pete Doherty, músic
- Tony Bennett, músic
- Mark Ronson, productor
- Salaam Remi, productor
- Andrew Morris, guardaespatlla
- Cristina Romete, doctora
- Chip Somers, conveler de drogues
- Sam Beste, pianista
- Dale Davis, director musical i guitarrista
- Shomari Dilon, enginyer de so
- 'Spiky' Phil Meynell, promotor de Trash Club
- Monte Lipman, CEO de Republic Records
- Lucian Grainge, cap de Universal Music Group
- UK President de Sony/ATV Music Publishing
- Nick Gatfield, president de Island Records
- Darcus Beese, A&R de Island Records

## Premis
| Premi                                         | Categoria                                                      | Guanyadors i nominats           | Resultat  |
| --------------------------------------------- | -------------------------------------------------------------- | ------------------------------- | --------- |
| Academy Awards                                | Millor Documental                                              | Asif Kapadia and James Gay-Rees | Guanyador |
| ACE Eddie Awards                              | Millor Documental Editat                                       | Chris King                      | Guanyador |
| Austin Film Critics Association               | Millor Documental                                              | Amy                             | Nominat   |
| Bodil Awards                                  | Millor Pel·lícula no estatunidenca                             | Amy                             | Nominat   |
| Boston Society of Film Critics                | Millor Film Documental                                         | Amy                             | Guanyador |
| BRIT Awards                                   | Millor Artista Solista britànica                               | Amy Winehouse                   | Nominat   |
| British Academy Film Awards                   | Millor Documental                                              | Amy                             | Guanyador |
| British Academy Film Awards                   | Excepcional Film Britànic                                      | Amy                             | Nominat   |
| British Independent Film Awards               | Millor Film Britànic Indpendent                                | Amy                             | Nominat   |
| British Independent Film Awards               | Millor Director                                                | Asif Kapadia                    | Nominat   |
| British Independent Film Awards               | Millor Documental                                              | Asif Kapadia and James Gay-Rees | Nominat   |
| British Independent Film Awards               | Productor de l'any                                             | James Gay-Rees                  | Nominat   |
| British Independent Film Awards               | Outstanding Achievement in Craft                               | Chris King                      | Nominat   |
| Broadcast Film Critics Association Awards     | Best Documentary Feature                                       | Amy                             | Guanyador |
| Cannes Film Festival                          | "L'Œil d'or"                                                   | Amy                             | Nominated |
| Cannes Film Festival                          | "Queer Palm"                                                   | Amy                             | Nominat   |
| Chicago Film Critics Association              | Millor Documental                                              | Amy                             | Guanyador |
| Critics' Choice Awards                        | Best Documentary Feature                                       | Amy                             | Guanyador |
| Dallas–Fort Worth Film Critics Association    | Millor Film Documental                                         | Amy                             | Guanyador |
| Detroit Film Critics Society                  | Millor Documental                                              | Amy                             | Guanyador |
| East End Film Festival                        | Millor Documental                                              | Amy                             | Nominat   |
| Edinburgh International Film Festival         | Premi de l'audiència                                           | Amy                             | Nominat   |
| Edinburgh International Film Festival         | Best Documentary Feature Film                                  | Amy                             | Nominat   |
| Empire Awards                                 | Millor Documental                                              | Amy                             | Guanyador |
| European Film Awards                          | Millor Documental Europeu                                      | Amy                             | Guanyador |
| Evening Standard British Film Awards          | Millor Documental                                              | Amy                             | Guanyador |
| Film Club's The Lost Weekend Awards           | Millor Banda Sonora                                            | Amy - The Original Soundtrack   | Guanyador |
| Florida Film Critics Circle Awards            | Millor Documental                                              | Amy                             | Guanyador |
| Golden Trailer Awards                         | Millor Documental                                              | Amy ("Trailer 2")               | Nominat   |
| Golden Trailer Awards                         | Best Foreign Documentary                                       | Amy                             | Guanyador |
| Golden Trailer Awards                         | Best Foreign Graphics in a Trailer                             | Amy ("Teaser")                  | Nominat   |
| Golden Trailer Awards                         | Best Foreign Teaser                                            | Amy ("Teaser")                  | Nominat   |
| Golden Trailer Awards                         | Most Original Foreign Teaser                                   | Amy ("Teaser")                  | Nominat   |
| Golden Trailer Awards                         | Best Documentary TV Spot                                       | Amy                             | Nominat   |
| Grammy Awards                                 | Best Music Film                                                | Asif Kapadia, James Gay-Rees    | Guanyador |
| Hollywood Film Awards                         | Documentary of the Year                                        | Amy                             | Guanyador |
| Houston Film Critics Society                  | Millor Documental                                              | Amy                             | Nominat   |
| Indiewire Critics Poll                        | Millor documental                                              | Amy                             | Runner-up |
| International Documentary Association         | Best Feature Award                                             | Amy                             | Nominat   |
| London Film Critics' Circle                   | Pel·lícula de l'any                                            | Amy                             | Nominat   |
| London Film Critics' Circle                   | British / Irish Film of the Year                               | Amy                             | Nominat   |
| London Film Critics' Circle                   | Documental de l'any                                            | Amy                             | Guanyador |
| Los Angeles Film Critics Association          | Best Documentary Film                                          | Amy                             | Guanyador |
| MTV Movie Awards                              | Millor Documental                                              | Amy                             | Guanyador |
| National Board of Review                      | Millor Film Documental                                         | Amy                             | Guanyador |
| National Film Awards                          | Millor Director                                                | Asif Kapadia                    | Guanyador |
| National Film Awards                          | Millor Documental                                              | Amy                             | Guanyador |
| New York Film Critics Online                  | Millor Documental                                              | Amy                             | Guanyador |
| Online Film Critics Society                   | Millor Film Documental                                         | Amy                             | Nominat   |
| Producers Guild of America Award              | Outstanding Producer of Documentary Theatrical Motion Pictures | James Gay-Rees                  | Guanyador |
| San Diego Film Critics Society                | Millor Documental                                              | Amy                             | Nominat   |
| San Francisco Film Critics Circle             | Millor Documental                                              | Amy                             | Nominat   |
| Satellite Awards                              | Millor Film Documental                                         | Amy                             | Guanyador |
| St. Louis Film Critics Association            | Millor Banda Sonora                                            | Amy - The Original Soundtrack   | Nominat   |
| St. Louis Film Critics Association            | Millor Film Documental                                         | Amy                             | Guanyador |
| Toronto Film Critics Association              | Millor Film Documental                                         | Amy                             | Runner-up |
| Vancouver Film Critics Circle                 | Millor Documental                                              | Amy                             | Guanyador |
| Washington D.C. Area Film Critics Association | Millor Documental                                              | Amy                             | Guanyador |
| Women Film Critics Circle Awards              | Millor Documental per o sobre una dona                         | Amy                             | Guanyador |